# Florencio Campomanes
Florencio Campomanes (22. února 1927, Manila – 3. května 2010, Baguio) byl filipínský politolog a šachový funkcionář. V letech 1982 až 1995 působil jako prezident FIDE.

## Životopis
Campomanes vystudoval politologii na Filipínské univerzitě, na Brownově univerzitě a na Georgetownské univerzitě. Při studiích ve Spojených státech se seznámil s organizovanými šachy a po svém návratu na Filipíny tam založil národní šachový svaz. Jinak působil jako vysokoškolský pedagog a později jako poradce filipínské hlavy státu. Jako šachista byl na konci 60. let dvakrát mistrem Filipín a reprezentoval svou zemi na pěti šachových olympiádách.
Ve FIDE byl zvolen do čela Asijské zóny (1960-1964), místopředsedou FIDE byl v letech 1974 až 1982. V roce 1974 podala jím vedená filipínská federace kandidaturu na uspořádání zápasu mistrovství světa v šachu mezi Fischerem a Karpovem, uspěla ale až kandidatura na zápas Karpova s Korčným v roce 1978 v Baguiu.
Na kongresu FIDE v Tunisu v roce 1982 nominoval kubánský šachový svaz Campomanese na předsedu FIDE. Získal i část delegátů východního bloku, kteří měli podporovat jugoslávského činovníka Božidara Kažiće, a ve funkci vystřídal Fridrika Olafssona.
Ve funkci dosáhl rozšíření šachu po celém světě, zejména do nových asijských, afrických a latinskoamerických zemí. Zajistil FIDE po finanční stránce, zápas mistrovství světa 1990 mezi Karpovem a Kasparovem byl nejvýše dotovaný v historii.
Největší ohlas z období jeho prezidentství mělo přerušení zápasu o titul mistra světa mezi Karpovem a Garrim Kasparovem v roce 1985 po pěti měsících bez určení vítěze. Campomanes to vysvětlil obavami o zdraví hráčů, skutečný důvod nebyl nikdy objasněn.
Svůj mandát obhájil v letech 1986 a 1990. Na konci třetího volebního období ale došlo k rozkolu ve FIDE, když Kasparov založil Asociaci šachových profesionálů a ta uspořádala samostatné mistrovství světa (zápas sehráli v roce 1993 Kasparov a Nigel Short).
Ve funkci předsedy FIDE ho vystřídal Kirsan Iljumžinov, Campomanes se stal čestným předsedou a nadále měl silný vliv na chod světového šachu.
V roce 1993 byl obviněn ze zpronevěry vládních prostředků pro filipínský šach, nejvyšší soud ho jednomyslně osvobodil, nicméně na základě formálních chyb obžaloby.
V letech 1990 a 2007 byl účastníkem dvou vážných dopravních nehod, při kterých byl zraněn (při první zahynul v Ugandě předseda tamního šachového svazu).
Zemřel ve věku 83 let na rakovinu.